# Smederevska Palanka
Smederevska Palanka (in serbo Смедеревска Паланка?) è una città della Serbia centrale. È centro economico, culturale e amministrativo dell'omonimo comune.  Il comune è per grandezza al quarantaduesimo posto nella Repubblica di Serbia.

## Generalità
Il comune di Smederevska Palanka ha 17 selo (località) e in totale circa 60 000 abitanti. Solo in città vivono circa 30 000 abitanti. Il comune di Smederevska Palanka si trova nel bacino del fiume Jasenica, e appartiene alla regione di Jasenica Inferiore. I selo che fanno parte del comune di Smederevska Palanka sono: Azanja, Baničina, Bašin, Bačinac, Vodice, Vlaški Do, Glibovac, Golobok, Grčac, Kusadak, Mala Plana, Mramorac, Pridvorice, Ratari, Selevac, Stojačak e Cerovac. Il selo più grande del comune è Kusadak.

## Geografia fisica

### Clima
Il Clima di Smederevska Palanka è un clima continentale moderato con la caduta media di 636 mm di pioggia. L'umidità media dell'aria è di 73,3%. Smederevska Palanka mantiene il record della città serba con la temperature più alta mai registrata, +44,9 °C il 24 luglio del 2007. La temperatura più bassa mai registrata è di −29,9 °C. Questi dati indicano un'ampia escursione termica. I venti dominanti sono quelli del sud-est (Košava) e del nord-ovest. Il numero medio dei giorni all'anno con la nebbia è di 44,7 e il numero medio dei giorni con la caduta della neve è di 31,9.

## Toponimo
Nella sua storia, la città ha avuto diversi nomi: Aspri Eklesija, Bink Palanka, Jeni Palanka, Velika Palanka, e con l'arrivo dei Turchi, nell'anno 1463 ha cambiato il nome in Palanka di Hasanpasha, per poi cambiare solo in Palanka e infine Smederevska Palanka (una città di Smederevo).

## Storia
Ricerche archeologiche fatte sul territorio del comune di Smederevska Palanka hanno dimostrato che in questa zona si trovavano diversi villaggi vecchi 4500-5000 anni e appartenenti al primo Neolitico (Medvednjak, Zmajevac, Šiljakovac, Novaci, Staro Selo).
Per molti secoli questa zona figura come un importante biotopo umano. Natura, terra fertile, boschi e fiumi offrivano i mezzi ideali per la vita. Per questo motivo numerose civilizzazioni hanno lasciato le proprie orme in queste zone, sia quelle ancora esistenti, sia quelle estintesi molto tempo fa, come per esempio l'impero Romano e l'Impero ottomano. Sebbene avesse una posizione strategica presso la strada che porta a Istanbul, il centro abitato di Smederevska Palanka comincia il suo sviluppo solo con la costruzione della ferrovia, verso la fine del XIX secolo.

### Date importanti
- 29 gennaio 1412 - Stefan Lazarević omologa il codice dell'industria minerale
- 13 dicembre 1428 - Đurađ Branković riceve i deputati di Ragusa e emette il documento con il quale permette ai ragusani commercio libero con il despotato
- Marzo 1433 - a Nekudim il despota Đurađ riceve gli emissari del re francese FILIPPO e il cavaliere di Borgogna BERTRANDON
- 1717-1737 Smederevska Palanka appartiene all'Austria.
- 4 marzo 1804 Karađorđe Petrović a Palanka di Hasanpasha, dopo l'assedio dei turchi, cerca di trovare con gli stessi un accordo. La trattativa fallisce, Karađorđe brucia l'antico palazzo di Palanka e da lì si reca a Rudnik.
- Autunno 1809 a Palanka di Hasanpasha Karađorđe tiene la cosiddetta “piccola assemblea” nella quale sono state prese decisioni importanti per la continuazione della Prima rivolta serba.
- Inizio del 1825 Miloje Popović Đak alza l'insurrezione contro Miloš Obrenović il quale reprimerà la stessa, e giustizierà Đak il 7 febbraio del 1825 a Palanka.
- 16 giugno 1866 Smederevska Palanka è stata proclamata città.
- Nell'anno 2021 Palanka celebrerà 1000 anni dalla sua prima menzione in un documento scritto, che oggi è conservato in un museo in Egitto.

## Società

### Evoluzione demografica

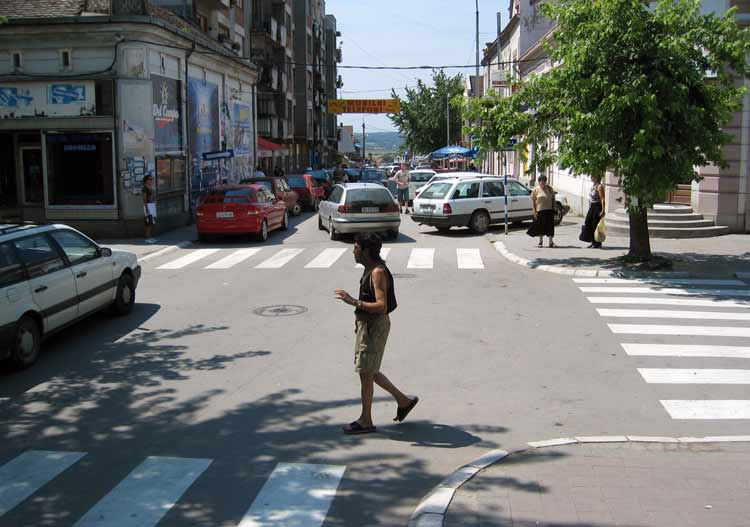
L’incrocio delle vie Sveti Sava e Srpski Ustanak

A Smederevska Palanka vivono 20 351 abitanti maggiorenni e l'età media della popolazione è di 39,3 anni. Nella città vivono circa 8700 famiglie e il numero medio dei membri di famiglia è 2,91.
L'origine della popolazione indica movimentazioni migratorie e la maggior parte degli immigrati viene dal Kosovo e altre parti della Serbia. Di recente sono state individuate nuove movimentazioni migratorie interne, soprattutto dalle zone rurali alle zone urbane. Questi cambiamenti hanno portato alla crescita improvvisa della popolazione con tutte le conseguenze che derivano da tale processo.
Cambiamento della popolazione nel corso del 20. secolo
|  |

| Pos. | Cittadinanza       | Popolazione | Percentuale |
| ---- | ------------------ | ----------- | ----------- |
| 1    | Serbia             | 24065       | 95,11%      |
| 2    | Rom                | 399         | 1,57%       |
| 3    | Jugoslavia         | 109         | 0,43%       |
| 4    | Montenegro         | 104         | 0,41%       |
| 5    | Macedonia del Nord | 100         | 0,39%       |
| 6    | Croazia            | 54          | 0,21%       |
| 7    | Albania            | 20          | 0,07%       |
| 8    | Slovenia           | 16          | 0,06%       |

## Istruzione

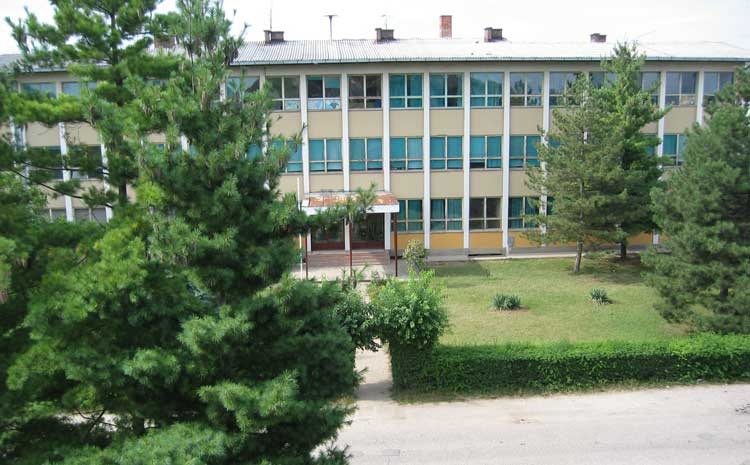
OŠ Heroj Radmila Šišković

Sul territorio del comune si trovano 11 scuole medie-elementari e 3 scuole superiori.
Scuole medie-elementari:
- OŠ “Heroj Radmila Šišković”
- OŠ” Brana Jevtić”
- OŠ “Vuk Karadžić”
- OŠ “Đorđe Jovanović”
- OŠ “Lazar Stanojević”
- OŠ “Milija Rakić”
- OŠ “Nikola Tesla”
- OŠ “Olga Milošević”
- OŠ “Radomir Lazić”
- OŠ “Stanoje Glavaš”
- OŠ “Heroj Ivan Muker”

Scuole superiori:
- Liceo linguistico e scientifico
- Scuola superiore meccanico-elettrotecnica “Goša”
- Scuola superiore chimico-tecnologica e alimentare “Žikica Dajanović"

## Economia

### Turismo

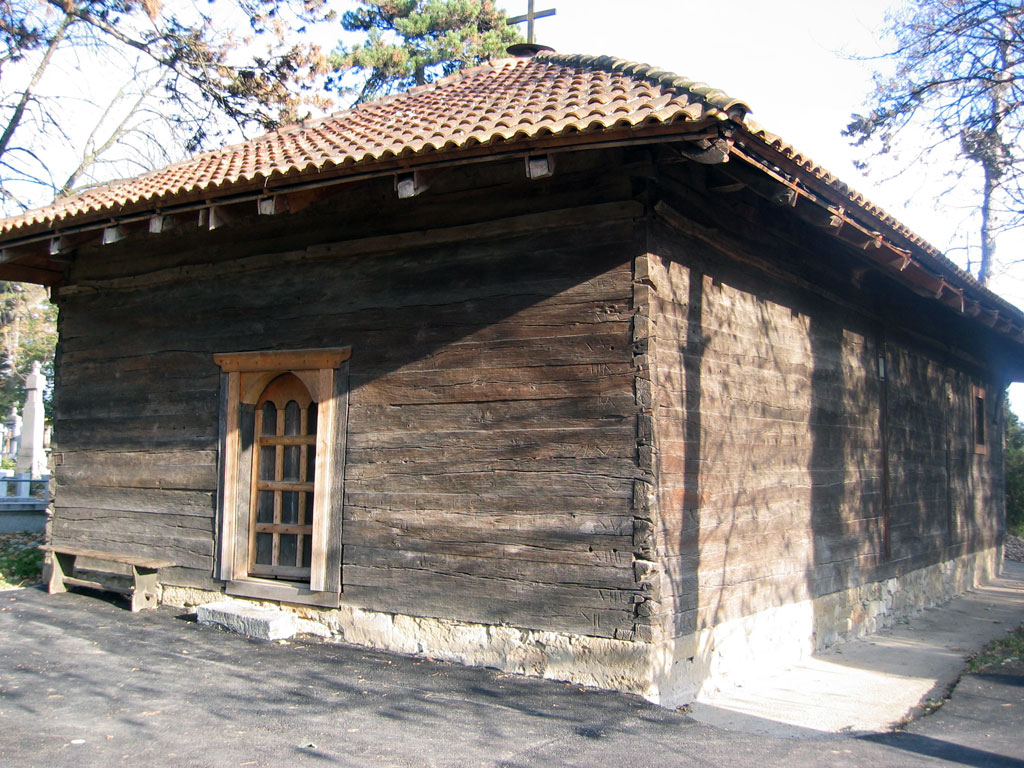
Chiesa di sant'Elia

Nel territorio di Smederevska Palanka si trovano diverse chiese cristiano ortodosse. La più famosa e la più antica è la chiesa di sant'Elia costruita nel 1827. Si tratta di una delle chiese serbe più antiche fatta interamente in legno. Tra Smederevska Palanka e la città vicina Velika Plana giace il monastero Koporin, costruito nel 1427 e dedicato al despota Stefan Lazarević, all'interno del quale si trovano anche le sue spoglie. Altre mete turistiche di Smederevska Palanka sono:
- Il lago Kudreč, con il suo albergo-ristorante e spiaggia per il divertimento estivo
- Sorgente d'acqua minerale e acque termali Kiseljak, che venivano usate anche dagli antichi romani per scopi curativi
- Il museo che contiene quadri di artisti serbi come anche resti della cultura Starčevo e la cultura di Vinča.

## Galleria d'immagini

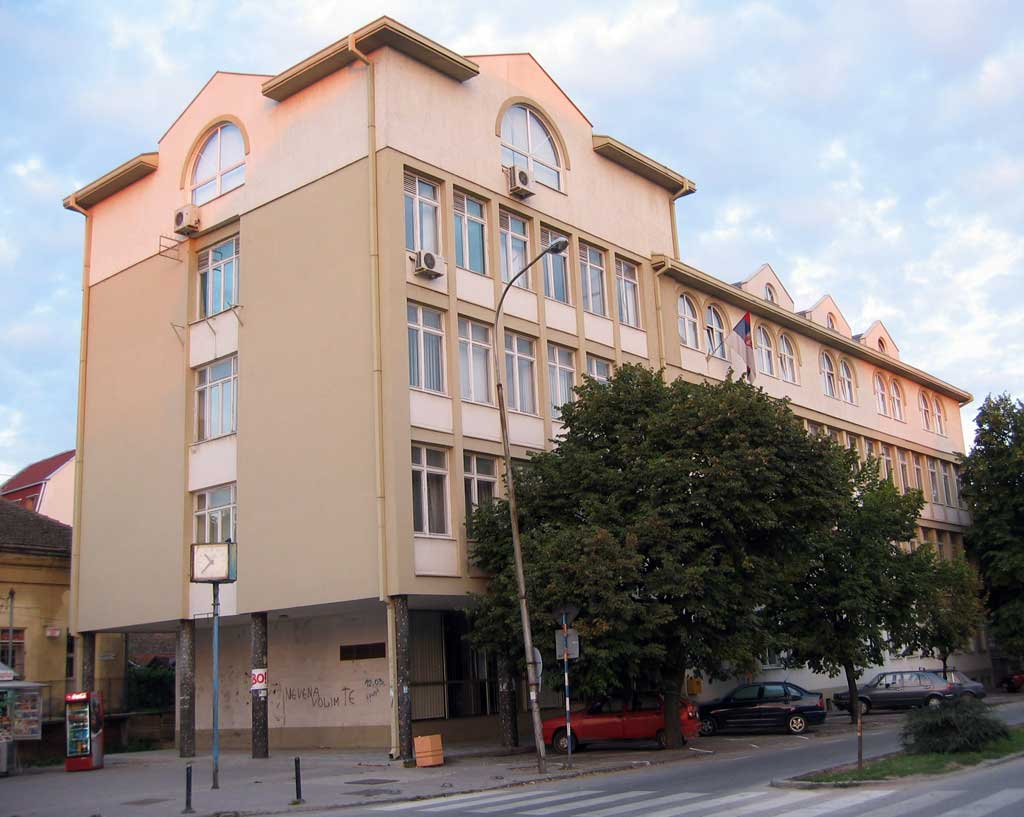
Il Tribunale
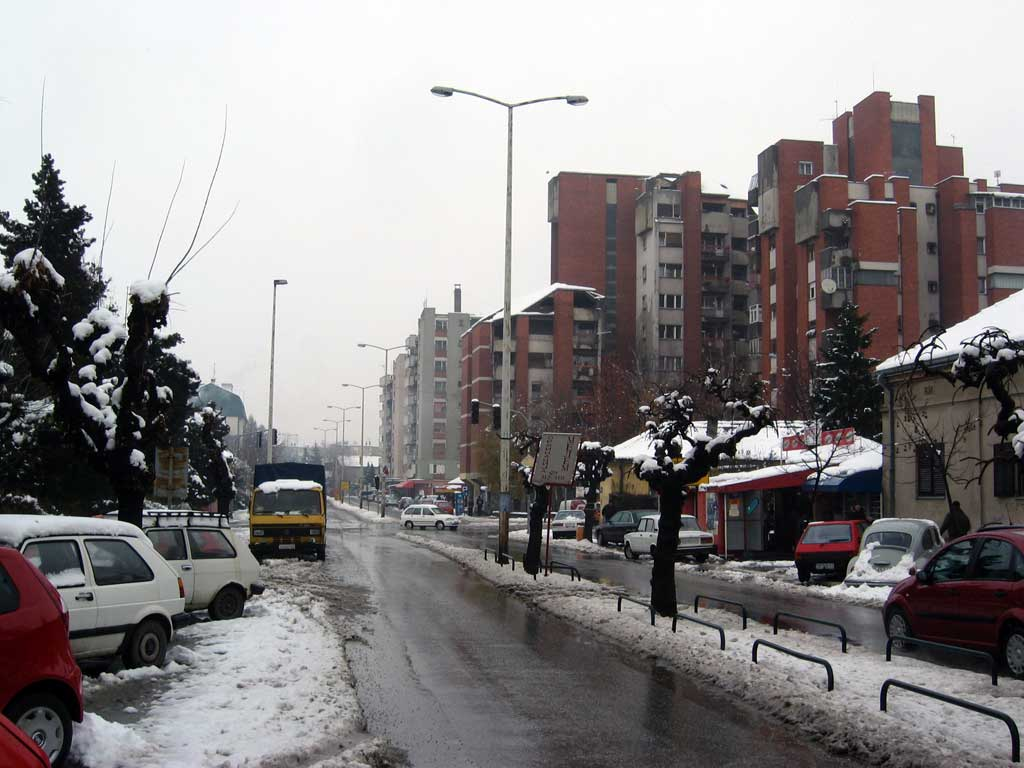
Smederevska Palanka d’ inverno
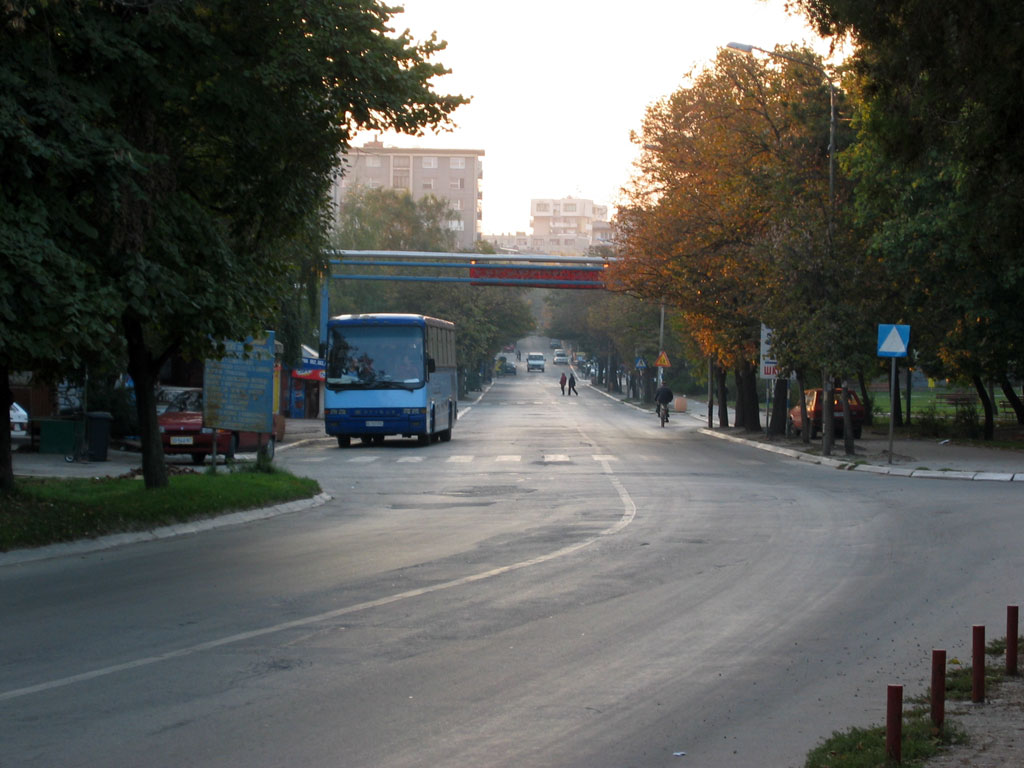
Via della Prima Rivolta serba
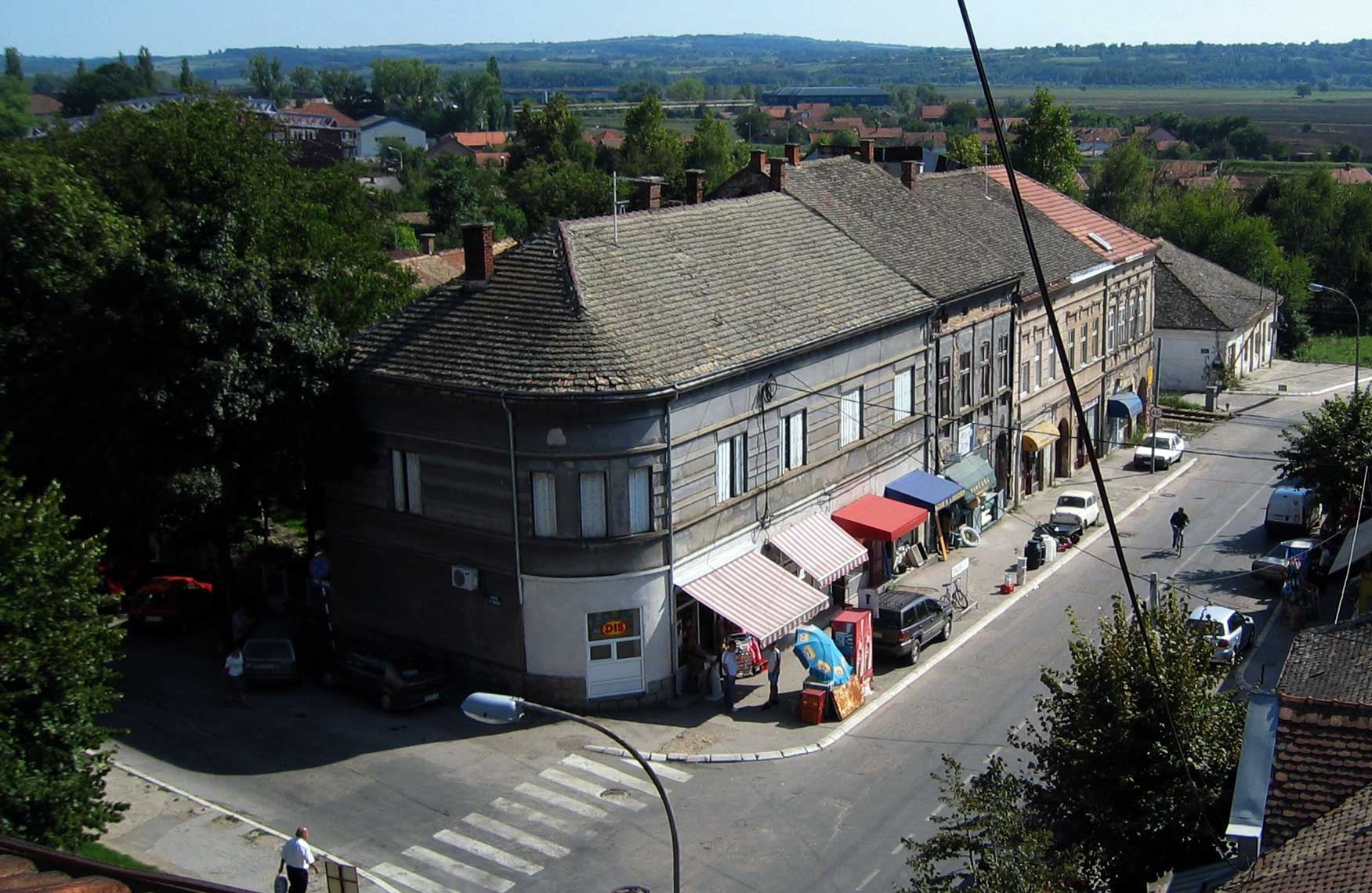
Il mercato vecchio, il quartiere più vecchio della città
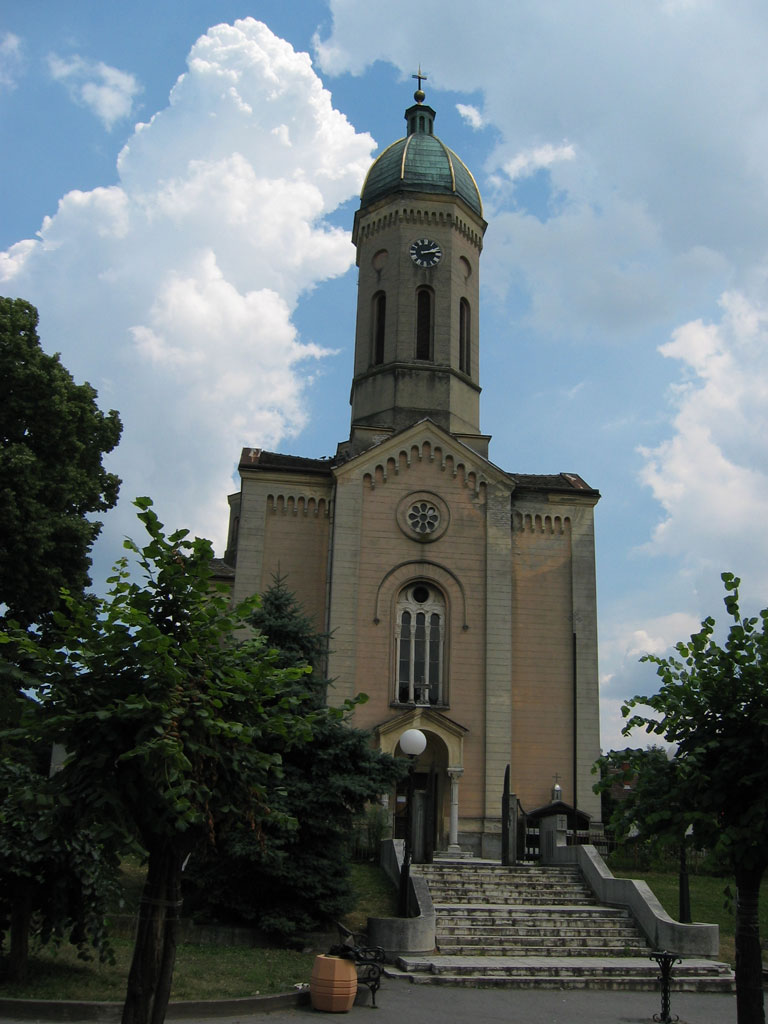
La chiesa antica
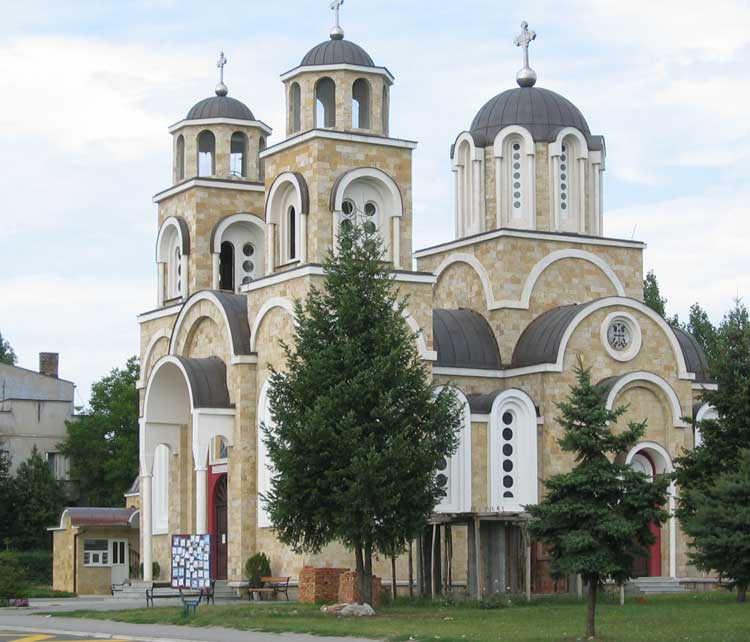
La chiesa di Santa Petka
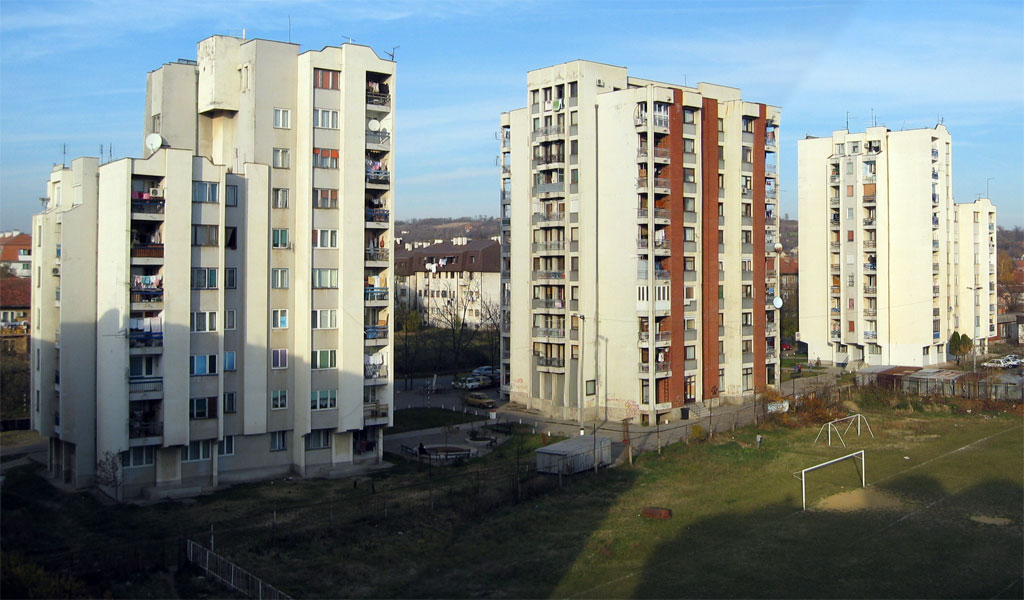
I grattacieli nel quartiere Colonia
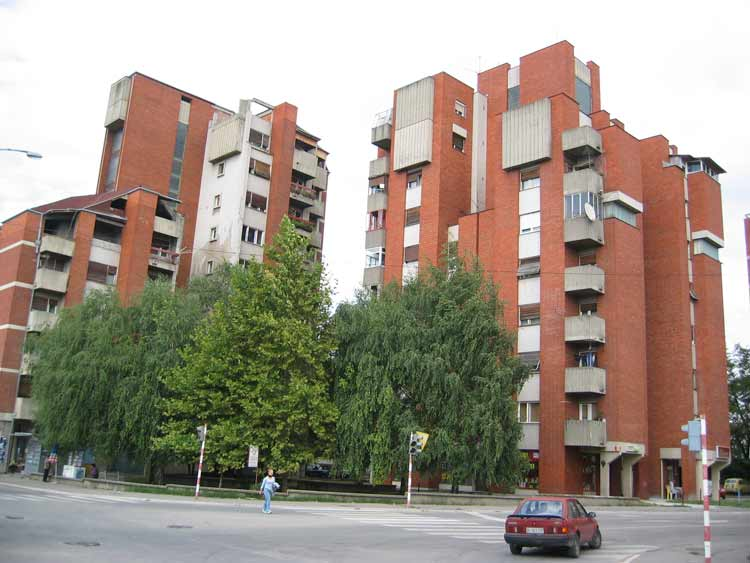
Palazzi nella via Re Petar I
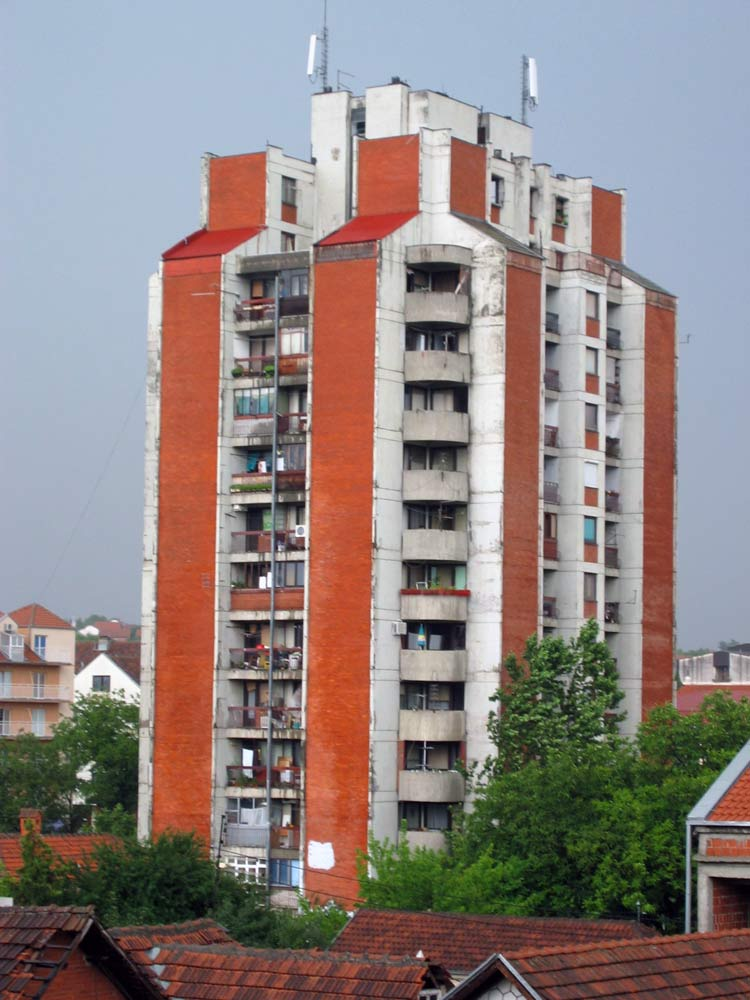
Grattacielo Rudnik.
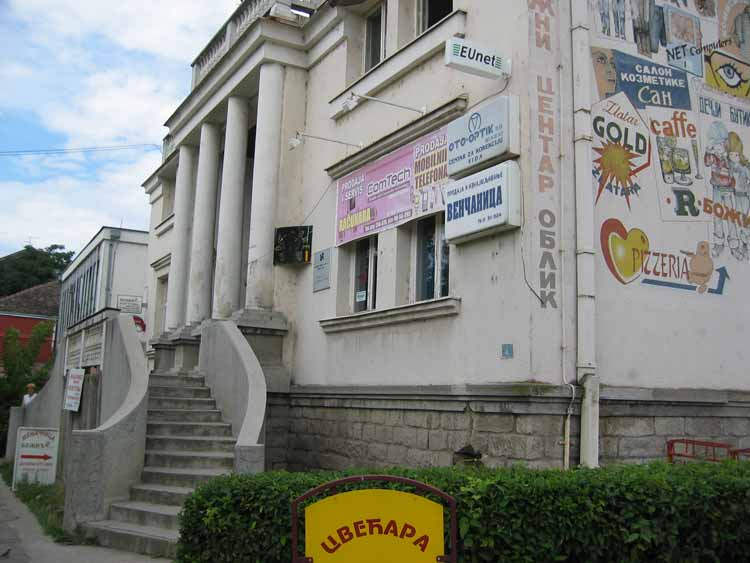
Centro commerciale Oblik
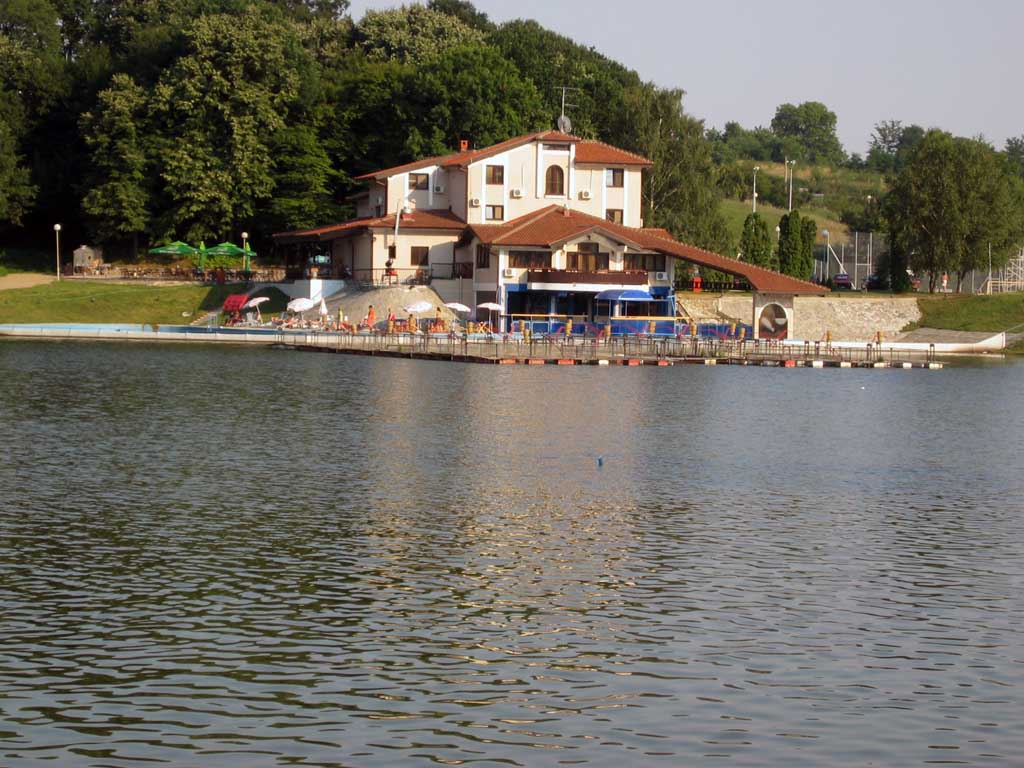
Albergo sul lago Kudreč
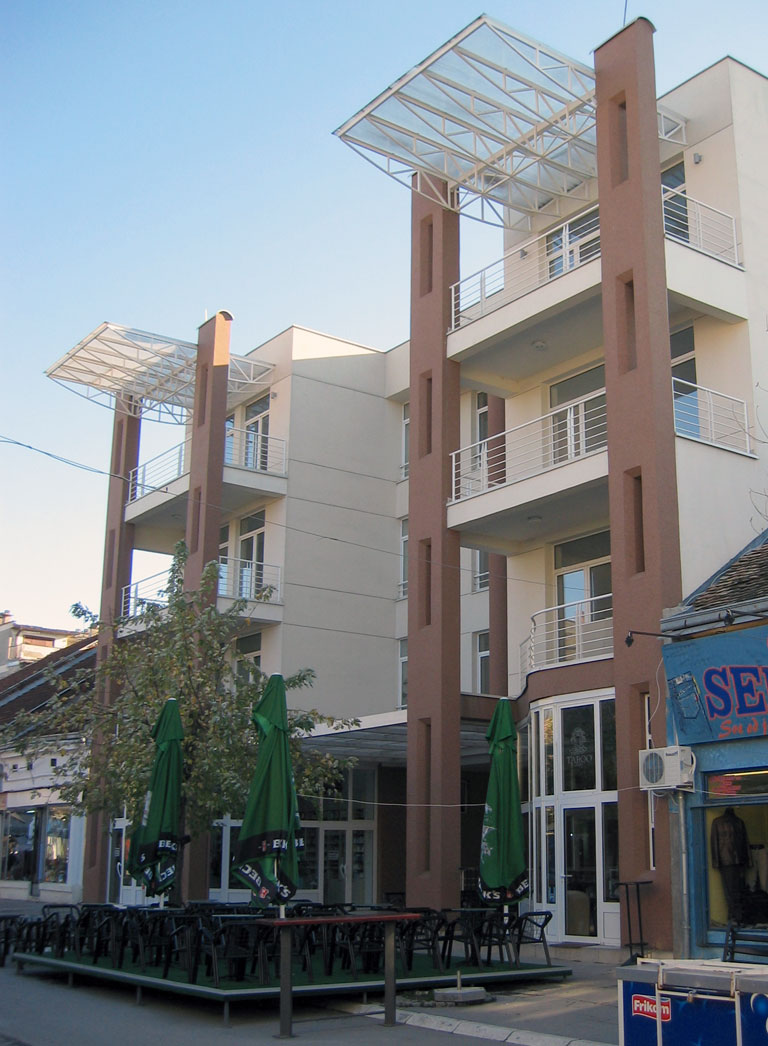
Centro commerciale Nama